# Lorenzo Perazzolo
Lorenzo Perazzolo (ur. 30 października 1984 w Mantui) – włoski siatkarz występujący obecnie we włoskiej Serie A, w drużynie Copra Morpho Piacenza. Gra na pozycji atakującego. Mierzy 198 cm. Do kadry narodowej został powołany w 2007 roku.